# Kar-Tukulti-Ninurta

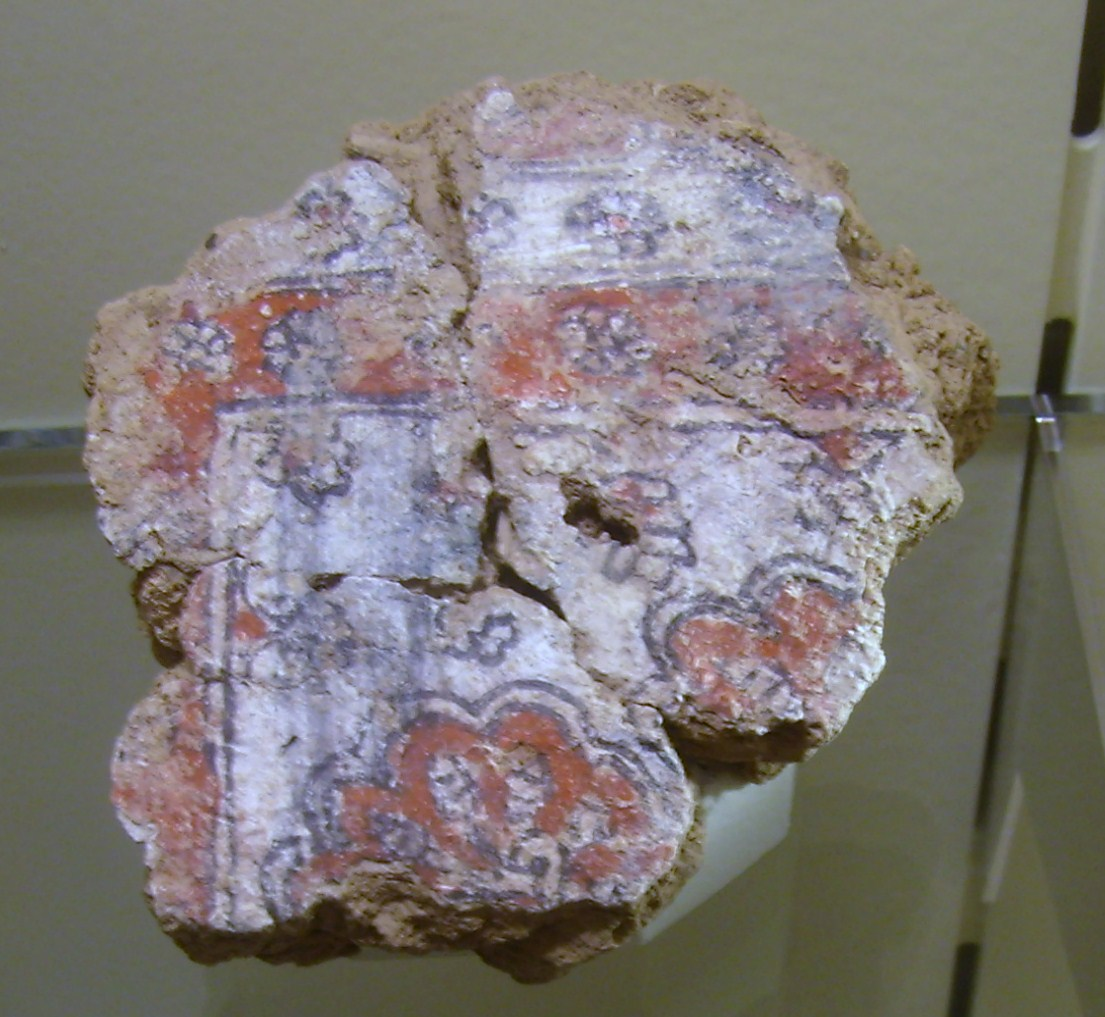
fragment malowideł ściennych z pałacu w Kar-Tukulti-Ninurta

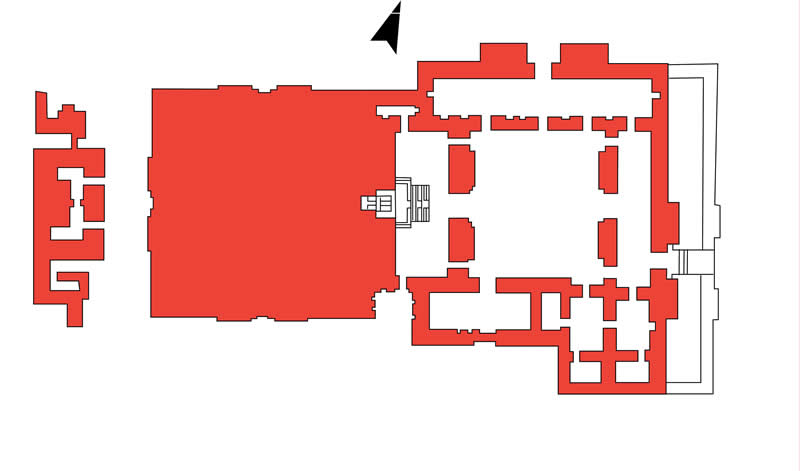
Plan świątyni boga Aszura w Kar-Tukulti-Ninurta. Świątynia ta wzniesiona została na wzór sanktuariów babilońskich (sale świątynne rozmieszczone są wokół wielkiego dziedzińca, z poprzeczną cellą w głębi i przylegającym ziguratem)

Kar-Tukulti-Ninurta (akad. Kār-Tukultī-Ninurta, tłum. „przystań/nabrzeże Tukulti-Ninurty”) – miasto założone przez władcę asyryjskiego Tukulti-Ninurtę I (1243-1207 p.n.e.), które w jego planach stać się miało nową stolicą Asyrii i nowym centrum kultowym boga Aszura. Obecnie stanowisko archeologiczne Telul al-Aqr w północnej części prowincji Salah Ad-Din w Iraku.
Do zmiany stolicy skłonił Tukulti-Ninurtę najprawdopodobniej brak obronnej cytadeli w dotychczasowej stolicy Aszur, a także nieduże rozmiary tego miasta. Nowe miasto wznosić zaczęto ok. 3 km na północ od Aszur, na przeciwnym, wschodnim brzegu rzeki Tygrys. Tukulti-Ninurta kazał ufortyfikować tu obszar ok. 700 m², pięciokrotnie większy od powierzchni dotychczasowej stolicy. Wewnątrz zbudowana została cytadela mieszcząca dzielnicę pałacowo-świątynną, oddzielona własnym murem obronnym od reszty miasta. Najważniejszymi budowlami na cytadeli były: świątynia boga Aszura, zwana é.kur.me.šar.ra (tłum. „Dom - góra boskich zasad całego świata”) oraz wzniesiony na tarasie pałac królewski, zwany é.gal.me.šar.ra (tłum. „Pałac boskich zasad całego świata”), którego ściany ozdobiono fryzami i freskami w kolorach czerwonym, białym, niebieskim i czarnym.
Wydaje się, iż to właśnie fakt przeniesienia kultu boga Aszura do Kar-Tukulti-Ninurta, czyn, którego nie dopuścił się żaden z poprzedzających go ani następujących po nim królów asyryjskich, w powiązaniu być może z niechętnym traktowaniem ambitnych planów króla przez elity starej stolicy sprawił, iż zawiązany został przeciw niemu spisek, którego rezultatem była śmierć Tukulti-Ninurty poniesiona z rąk spiskowców w jego pałacu w Kar-Tukulti-Ninurta:
„Po buncie dostojników z Akadu i Karduniasz (tj. Babilonii) i osadzeniu Adad-szuma-usura na tronie swego ojca, Aszur-nasir-apli, jego (tj. Tukulti-Ninurty) syn i asyryjscy dostojnicy zbuntowali się przeciw Tukulti-Ninurcie (...), usunęli go z jego tronu, zamknęli go w sali w Kar-Tukulti-Ninurta i (tam) go zabili” (fragment babilońskiej Kroniki P)
Po śmierci Tukulti-Ninurty stolicą państwa ponownie stało się Aszur, a Kar-Tukulti-Ninurta popadło w zapomnienie, choć - jak wykazały badania powierzchniowe na tym stanowisku - pozostało zasiedlone aż do upadku państwa asyryjskiego.